# 우분투 (사상)
우분투(줄루어: Ubuntu)는 사람들간의 관계와 헌신에 중점을 둔 윤리 사상이다. 이 말은 남아프리카의 반투어에서 유래된 말로, 아프리카의 전통적 사상이며 평화운동의 사상적 뿌리이다. 남아프리카 성공회 대주교인 데스몬드 투투 대주교에 의하면 옮겨 쓰기에는 어려울 정도로 다양한 뜻이 있다고 한다.

## 의미
- 넬슨 만델라는 우분투를 다음과 같이 설명하였다.

옛날에 우리가 어렸을 적에 여행자가 우리 마을에 들르곤 합니다. 여행자는 음식이나 물을 달라고 할 필요가 없습니다. 들르기만 하면 사람들이 밥상에 음식을 차려주기 때문입니다. 이것은 우분투의 한 측면이고, 다양한 측면이 있을 것입니다. 우분투는 사람들이 자신을 위해 일하지 말라는 것이 아닙니다. 중요한 점은, 그렇게 하는 것이 여러분 주변의 공동체가 더 나아지게 하기 위해서 그 일을 하느냐는 것입니다. 이런 것들이 인생에서 가장 중요한 것들이고, 만일 여러분이 그런 일을 한다면, 다른 사람들이 고마워 할 아주 중요한 일을 한 것입니다.

- 남아프리카 공화국 성공회 대주교인 데스몬드 투투 대주교는 1999년과 2008년에 각각 우분투의 뜻을 다음과 같이 설명하였다.

우분투 정신을 갖춘 사람은 마음이 열려 있고 다른 사람을 기꺼이 도우며 다른 사람의 생각을 인정할 줄 압니다. 그리고 다른 사람이 뛰어나고 유능하다고 해서 위기 의식을 느끼지도 않습니다. 그것은 자신이 더 큰 집단에 속하는 일원일 뿐이며 다른 사람이 굴욕을 당하거나 홀대를 받을 때 자기도 마찬가지로 그런 일을 당하는 것과 같다는 점을 잘 알고 있기 때문입니다. 그런 점을 알기에 우분투 정신을 갖춘 사람은 굳은 자기 확신을 가질 수가 있는 것입니다.
— 1999년 No Future Without Forgiveness에서

우리 나라에 전해 내려오는 격언 중에는 우분투라는 것이 있습니다. 그것은 인간이 갖추어야 할 기본 조건이지요. 인간은 혼자서는 살아갈 수 없는 존재라는 것이 바로 우분투의 핵심입니다. 우분투는 우리가 서로 얽혀 있다는 점을 강조합니다. 홀로 떨어져 있다면 진정한 의미에서 인간이라고 할 수 없고, 우분투라는 자질을 갖추어야만 비로소 관용을 갖춘 사람으로 인정받을 수 있습니다.
우리는 자신을 다른 사람과 상관없이 존재하는 개인으로 생각할 때가 많습니다. 그러나 우리는 사실 서로 이어져 있으며 우리가 하는 일 하나하나가 세상 전체에 영향을 미칩니다. 우리가 좋을 일을 하면 그것이 번져 나가 다른 곳에서도 좋은 일이 일어나게 만듭니다. 그러므로 그것은 인간 전체를 위하는 일이 됩니다.
— 2008년

## 우분투에 근거한 과거사 청산
한국말로 옮기자면 자비의 실천이라고 할 수 있을 우분투는 인종차별시절 백인들이 국가주의에 근거한 폭력으로 국가의 유지를 위해서는 사람을 죽이거나 고문해도 된다는 반인권적인 생각으로 흑인들을 핍박한 과거사를 진실은 국가폭력 피해자들과 가해자들의 증언 듣기, 피해자 유골 발굴 등으로 철저하게 밝히는 한편 가해자들이 잘못을 고백하고 뉘우치면 사면함으로써 극복하게 하였다. 실제 사례로 흑인들의 인종차별 폐지 투쟁을 국가폭력으로 탄압한 보안군 출신 가해자가 아프리카 민족회의 활동가를 살해한 죄를 정직하게 고백하자, 방청석의 흑인 방청객들이 용서의 뜻으로 박수를 보낸 사례가 있다.

## 사랑해요
- 아프리카 철학
- 반투족
- 범아프리카주의
- 보편주의